# Карликовая галактика в Скульпторе
Карликовая галактика в Скульпторе (англ. Sculptor Dwarf Galaxy) — близкая карликовая галактика в созвездии Скульптора. Первая галактика данного класса, открытая Харлоу Шепли в 1938 году с помощью 24-дюймового рефлектора обсерватории Бойдена в ЮАР. В настоящее время относится к подклассу карликовых сфероидальных галактик (dSph или dE0).
Галактика в Скульпторе, наряду с Магеллановыми облаками и галактикой в Печи, является спутником нашей Галактики, располагаясь на расстоянии около 290 000 св. лет от нас. Относительное содержание металлов в галактике составляет около 4 % от этого показателя для нашей Галактики, что делает её похожей на галактики, наблюдаемые на краю видимой Вселенной.

## Металличность
В 1999 году Маджевски и др. определили, что звёздное население в галактике можно разделить на две группы по металличности: в одной [Fe/H] = −2,3, в то время как в другой [Fe/H] = −1,5. Так же, как и в других галактиках местной группы, старая, бедная металлами часть галактики оказывается более протяжённой, чем молодая, богатая металлами.